# Communauté de communes du Plateau de Montbazens
La communauté de communes du Plateau de Montbazens est une communauté de communes française, située dans le département de l'Aveyron.

## Historique
Elle a été créée en 1997 à partir du syndicat intercommunal à vocation multiple (SIVOM) composé des treize communes de l'ancien canton de Montbazens et d'un syndicat intercommunal à vocation unique (SIVU) composé de sept autres communes.

## Territoire communautaire

### Composition
La communauté de communes est composée des 13 communes suivantes :

| Nom                | Code Insee | Gentilé       | Superficie (km2) | Population (dernière pop. légale) | Densité (hab./km2) |
| ------------------ | ---------- | ------------- | ---------------- | --------------------------------- | ------------------ |
| Montbazens (siège) | 12148      | Montbazinois  | 17,48            | 1 444 (2022)                      | 83                 |
| Les Albres         | 12003      | Albrégeois    | 15,22            | 344 (2022)                        | 23                 |
| Brandonnet         | 12034      | Brandonnetois | 12,22            | 291 (2022)                        | 24                 |
| Compolibat         | 12071      | Compolibatois | 17,04            | 334 (2022)                        | 20                 |
| Drulhe             | 12091      | Drulhois      | 18,03            | 451 (2022)                        | 25                 |
| Galgan             | 12108      | Galganais     | 20,37            | 367 (2022)                        | 18                 |
| Lanuéjouls         | 12121      | Lanuéjoliens  | 12               | 761 (2022)                        | 63                 |
| Lugan              | 12134      | Luganais      | 12,61            | 359 (2022)                        | 28                 |
| Peyrusse-le-Roc    | 12181      | Pétruciens    | 13,81            | 202 (2022)                        | 15                 |
| Privezac           | 12191      | Privezacois   | 11,09            | 342 (2022)                        | 31                 |
| Roussennac         | 12206      | Roussennacois | 17,27            | 618 (2022)                        | 36                 |
| Valzergues         | 12289      | Valzerguois   | 6,49             | 204 (2022)                        | 31                 |
| Vaureilles         | 12290      | Vaureillois   | 14,24            | 489 (2022)                        | 34                 |

### Démographie
| 1968  | 1975  | 1982  | 1990  | 1999  | 2008  | 2013  | 2018  |
| ----- | ----- | ----- | ----- | ----- | ----- | ----- | ----- |
| 6 814 | 6 515 | 6 364 | 5 894 | 5 594 | 5 940 | 6 171 | 6 156 |

## Administration

### Siège
Le siège de la communauté de communes est situé à Montbazens.

### Les élus
Le conseil communautaire de la communauté de communes se compose de 28 conseillers, représentant chacune des communes membres et élus pour une durée de six ans.
Ils sont répartis comme suit :
| Nombre de conseillers | Communes                                                                        |
| --------------------- | ------------------------------------------------------------------------------- |
| 6                     | Montbazens                                                                      |
| 3                     | Lanuéjouls                                                                      |
| 2                     | Les Albres, Compolibat, Drulhe, Galgan, Lugan, Privezac, Roussennac, Vaureilles |
| 1 (+1 suppléant)      | Brandonnet, Peyrusse-le-Roc, Valzergues                                         |

### Présidence
| Période | Période                         | Identité         | Étiquette | Qualité                                                      |
| ------- | ------------------------------- | ---------------- | --------- | ------------------------------------------------------------ |
| 1997    | mars 2001                       | Maurice Ginestet | PRG       | Maire de Montbazens (1971 → 2008)                            |
| 2001    | mars 2014                       | Claude Catalan   | PG        | Ancien conseiller général, maire de Montbazens (2008 → 2014) |
| 2014    | En cours (au 16 septembre 2020) | Jacques Molières | LREM      | Maire de Montbazens (2014 → )                                |

### Régime fiscal et budget
Le régime fiscal de la communauté de communes est la fiscalité additionnelle sans fiscalité professionnelle de zone et sans fiscalité professionnelle sur les éoliennes.